# Rena Stratigou
Rena (Ourania) Stratigou (řecky Ρένα (Ουρανία) Στρατηγού; 1929 Athény – 16. března 2014 Athény) byla řecká herečka.

## Život
Po zahájení své herecké kariéry se přidala k rodinné společnosti svého otce Vassilise Stratigose. Členkou S.E.I. se stala dne 10. října 1947. V roce 1950 se účastnila společnosti Veboo. S výpomocí  Mimise Traiforose a Giorgoua Giannakopoulose si zahrála ve filmu Vyra tis agkyres. Společně se svými sestrami Alekou a Stellou zpívala slavnou píseň v řadě inscenací. V divadle nehrála příliš dlouho. Během divadelních let a následného odchodu vystoupila v řadě filmů, například O methystakas (Ο μεθύστακας, 1950), Halima (Χαλιμά, inscenace operety Theophrastose Sakellaridise), Oute gata oute zimia (Ούτε γάτα, ούτε ζημιά, komedie Alekose Sakellariose a Christose Giannakopoulose), Piassame tin kali (Πιάσαμε την καλή, 1955). 
Měla malou sestru Iklenu (Ίκλενα), která zemřela v útlém věku. Jejími dalšími sourozenci byli Stefanos, Aleka a Stella. 
Zemřela v 16. března 2014 v Athénách.